# Tribunalen för Libanon

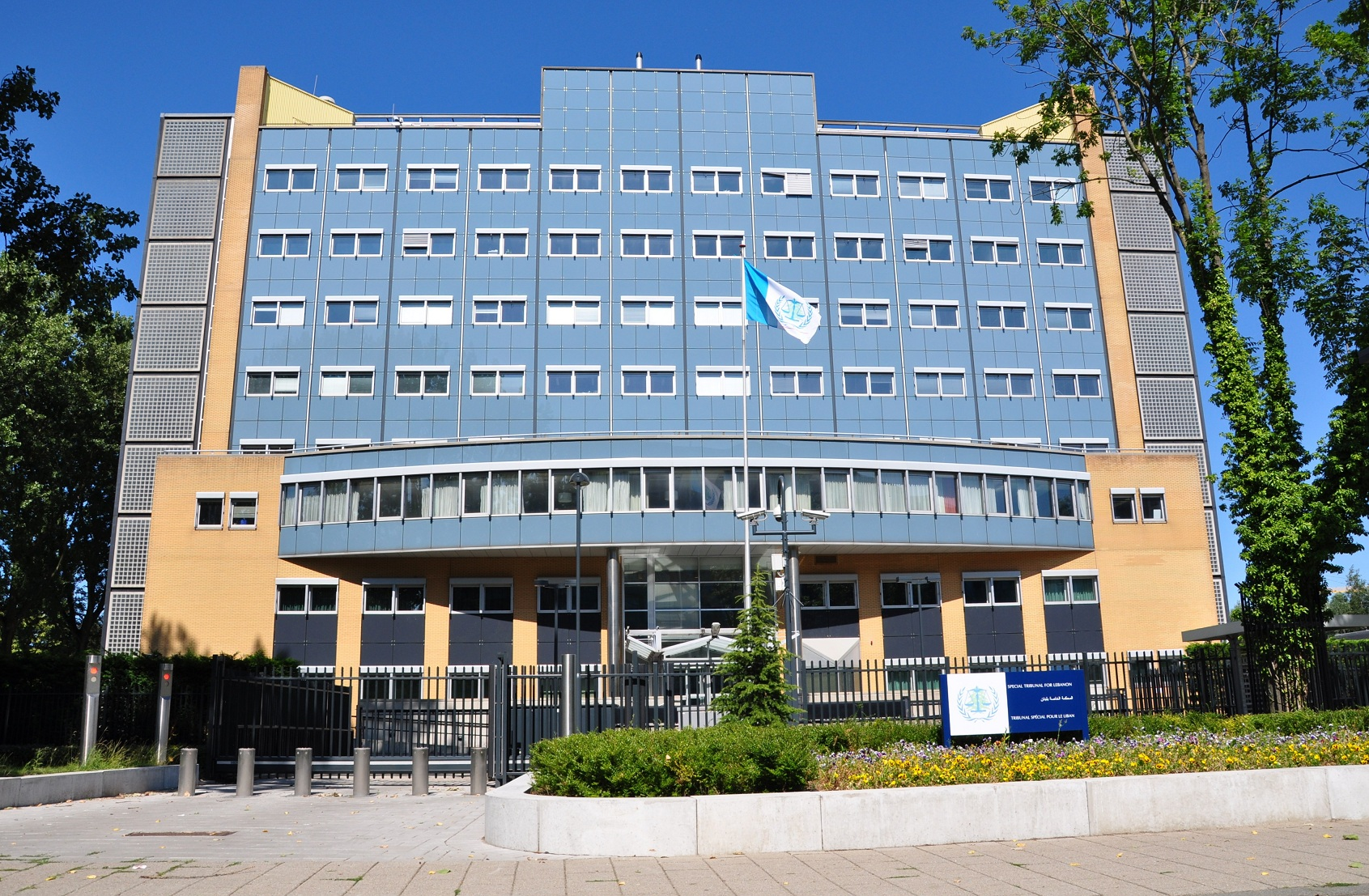
Tribunalen för Libanon, Leidschendam

Tribunalen för Libanon skapades av FN:s säkerhetsråd genom resolution 1757, som en blandad libanesisk-internationell domstol, tribunal, för att väcka åtal mot misstänkta för mordet i februari 2005 på Libanons förre premiärminister Rafik Hariri och 22 andra personer.
Tio medlemmar röstade för, fem avstod, ingen röstade emot. De fem som avstod var Kina, Ryssland, Qatar, Indonesien och Sydafrika.

## Organisation
Tribunalen, som har sitt säte i Leidschendam, en stad öster om och nära Haag, Nederländerna, ska påbörja sin verksamhet under 2009. Tribunalens officiella språk är arabiska, engelska och franska. Rekrytering av personal pågår (mars 2009). 
Tribunalen ska bestå av dömande avdelningar (chambers), ett åklagarekontor, ett register och ett försvararkontor.
De dömande avdelningarna ska vara
- en förundersökningsdomare (pre-trial judge),
- en kammare i första instans (trial chamber), som ska vara sammansatt av tre domare varav en ska vara från Libanon
- en kammare för att pröva överklaganden (appeals chamber), som ska bestå av fem domare varav två ska vara från Libanon.[5]

Sedan domstolen varit verksam i sex månader ska prövas om ytterligare en kammare i första instans behövs.  
Två domare (alternate judges) ska finnas i beredskap. 
Domarna utses för en treårsperiod och kan väljas om.
Åklagaren ska också utses för tre år.
Till skillnad från tidigare tribunaler där internationell lag tillämpats ska denna tribunal döma enligt libanesisk lag. Dock får tribunalen inte döma till döden eller till förvaring i arbetsläger, något som är möjligt enligt libanesisk lag. Det strängaste straffet som kan utdömas blir därför livstids fängelse.
Åklagaren ska utses av FN:s generalsekreterare. Han ska assisteras av en åklagare från Libanon. Åklagarna är ansvariga både för förundersökning och åtal. Häktning får inte beslutas och åtal får inte väckas utan godkännande av förundersökningsdomaren.
Ett försvararkontor ska sättas upp. Ordföranden för detta ska utses av FN:s generalsekreterare. 
Libanesiska staten ska ansvara för 49% av kostnaden. Resterande kostnader hoppas man ska inflyta genom frivilliga bidrag.

## Bakgrund
Det var i februari 2005 som Hariri dödades i en bombexplosion i Beirut. Ytterligare 22 personer fick sätta livet till. Dådet fick oanade konsekvenser.
Syrien har sedan 1970-talet haft en omfattande militär närvaro i Libanon. Libanesiska politiker som var i opposition mot Syrien, anklagade omedelbart den syriska regeringen i Damaskus för att ha iscensatt mordet. Regeringen förnekade anklagelserna men krisen växte och internationella påtryckningar ledde till att Syrien tvingades genomföra en full reträtt från Libanon.
För närvarande sitter åtta personer frihetsberövade misstänkta för planering av mordet på Hariri. Fyra av dem är prosyriska generaler, som arbetade inom säkerhetsorganisationen. De andra fyra är medlemmar i en Syrienstödd sunnimuslimsk grupp, som sägs ha spelat en roll genom att bevaka Hariri.
Den FN-ledda mordutredningen visar på att både syrisk och libanesisk säkerhetsorganisation var inblandad. 
Frågan om en tribunal, som rättsligt ska pröva mordet på Rafiq Hariri, har varit i centrum för libanesisk politik allt sedan dess. Skiljelinjen går mellan dem som vill ha fortsatt starka band till Damaskus och dem som menar att Syrien har ett alltför dominerande inflytande över Libanon och att landets självständighet är hotad.

## Fotnoter
1. ↑  
Säkerhetsrådets resolution nr 1757, antagen den 13 maj 2007 http://www.globalpolicy.org/intljustice/tribunals/lebanon/2007/res1757.pdf
2. ↑  Om Leidschendam http://en.wikipedia.org/wiki/Leidschendam
3. ↑  https://www.stl-tsl.org/sid/30
4. ↑  http://www.un.org/apps/news/infocus/lebanon/tribunal/docs.shtml
5. ↑  http://www.un.org/apps/news/infocus/lebanon/tribunal/factsheet.shtml
6. ↑  ”Arkiverade kopian”. Arkiverad från originalet den 10 november 2007. https://web.archive.org/web/20071110230430/http://www.sakerhetspolitik.se/templates/Level3Page____2412.aspx. Läst 5 mars 2009.